# Tara VanDerveer
Tara VanDerveer, née le 26 juin 1953 à Boston, dans le Massachusetts, est une joueuse et entraîneuse américaine de basket-ball. Elle joue au poste d'arrière. En tant qu'entraîneuse en chef, elle dirige les équipes NCAA de Vandals de l'Idaho, Buckeyes d'Ohio State et Cardinal de Stanford, remportant avec cette dernière trois titres, en 1990, 1992 et 2021. Avec l'équipe des États-Unis, elle remporte la médaille d'or des Jeux olympiques de 1996 à Atlanta.

## Biographie

### Premières années
Tara VanDerveer, née à Melrose dans la région métropolitaine de Boston, est la fille de Dunbar et Rita VanDerveer. Ainée de la famille, elle a deux sœurs, Heidi VanDerveer, entraîneure de basket-ball, remportant la phase régulière de la Big West Conference avec les Tritons de l'UC San Diego en 2025 et Marie. Elle grandit dans le comté de Schenectady, dans l'État de New York. 
Douée pour les études, elle pratique de nombreuses activités de réflexion, comme le scrabble, les échecs, le bridge. Bien que confrontée au manque d'équipe féminine à cette époque, elle pratique le basket-ball avec des garçons, négotiant son acceptation par ces derniers  par la possession de son ballon.
Plus tard, ses parents déménagent pour Niagara Falls dans l'État de New York. où elle étudit au Buffalo Seminary, école privée pour filles.

### Carrière de joueuse
Ne pouvant rejoindre l'université de son choix, elle décide d'évoluer avec les Great Danes de l'université d'État de New York à Albany où son père a fait ses études. Toutefois, le niveau de son équipe est plutôt faible, et, malgré son statut de freshman, première année, elle est en tête de son équipe dans la plupart des catégories statistiques. Elle sollicite alors d'autres universités et rejoint les Hoosiers de l'université de l'Indiana à Bloomington. Lors de sa première année avec cette équipe, elle remporte les titres d'État et régional de l'AIAW, puis elle accède au Final Four du championnat AIAW (en) où les Hoosiers s'inclinent face aux Knights de Queens College (en) en demi-finale. Elle fait partie d'un camp d'entrainement comprenant 60 joueuses pour intégrer la sélection américaine, mais elle n'est pas retenue, 59 étant meilleure selon elle.
Durant ces années, elle suit les entrainements de Bobby Knight, entraineur de l'équipe masculine de l'université, entraineur qui sera intronisé au Basketball Hall of Fame en 1991.

### Carrière d'entraineure

#### Universités
À la sortie de l'université, Tara VanDerveer envisage des études de droit, mais doit retourner vivre chez ses parents par manque d'argent. Sous la contrainte de ceux-ci, elle participe à l'entrainement de l'école de sa sœur Marie, de cinq ans sa cadette. Passionnée par cette expérience, elle cherche à poursuivre dans cette carrière et postule auprès de nombreux collèges et universités pour un poste d'assistant. Elle est recrutée par les Buckeyes de l'université d'État de l'Ohio en tant qu'adjointe de Debbie Wilson et responsable de l'équipe juniore. Elle succède à cette dernière à la tête de l'équipe universitaire.
Après deux saisons, elle prend la direction des Vandals de l'université de l'Idaho, équipe de NCAA Division II. Avec seulement cinq ans d'existence, l'équipe ne compte qu'une seule saison avec un bilan positif. VanDerveer présente des ratios de 17 victoires et 8 défaites puis 25 victoires et 6 défaites lors de ses deux saisons.
Elle retourne ensuite à Columbus pour diriger les Buckeyes qui intègrent la Big Ten Conference. Troisième de celle-ci lors de sa première saison en 1980–1981, elle termine en tête de la saison régulière lors des quatre saisons suivantes, avec des participations au tournoi final de la NCAA en 1981–1982, 1983–1984 et 1984–1985, année où elle atteint l'Elite Eight ou Regional finals, l'équivalent d'un quart de finale.
Andy Geiger, le directeur sportif de la prestigieuse université Stanford mais dont l'équipe de basket-ball des Cardinals n'est pas réputée avec trois victoires seulement lors des deux dernières saisons dans sa conférence, convainc Tara VanDerveer, malgré un premier refus, que la réputation académique peut être un avantage, comme le montre les bons résultats d'autres disciplines. 

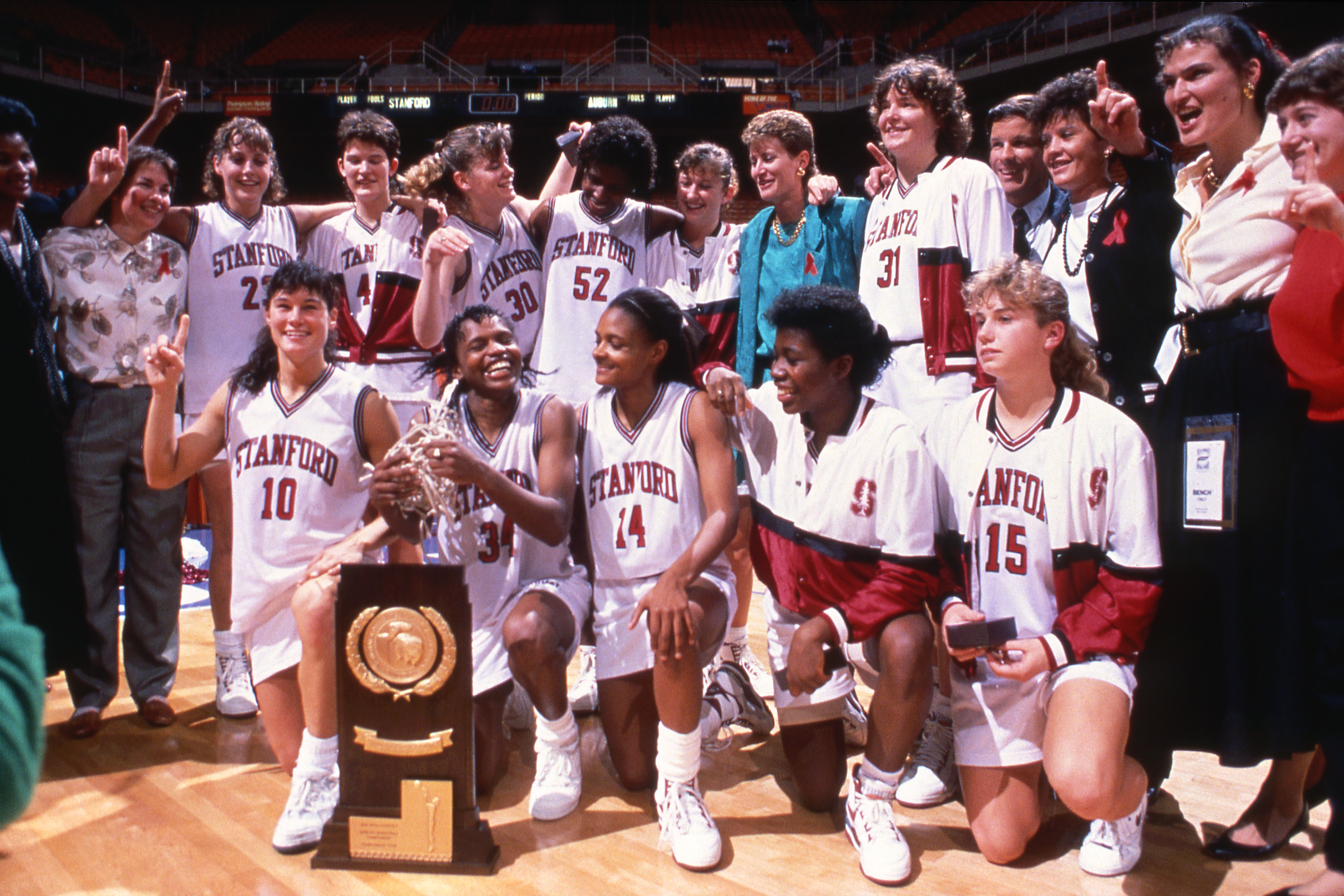
l'équipe de Stanford, championne en 1990.

Après une première saison avec un bilan négatif, ce qui sera le seul de sa carrière avec les Cardinals, elle atteint le tournoi final de la NCAA dès sa troisième saison. Deux ans plus tard, lors de la saison 1989-1990, Stanford atteint le Final Four, s'imposant face aux Cavaliers de Virginie en demi-finale, puis sur le score de 88 à 81 face aux Tigers d'Auburn.

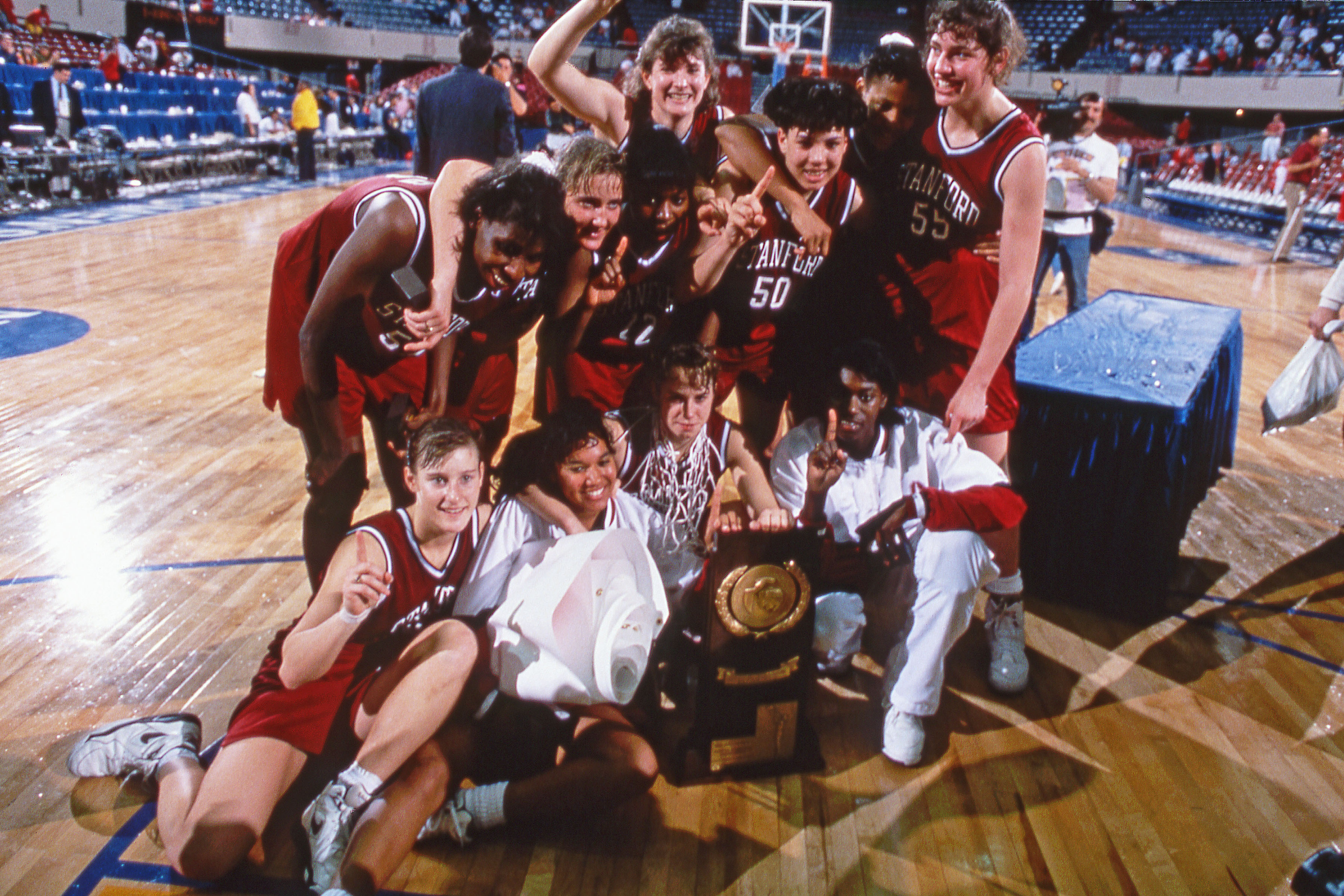
l'équipe de Stanford, championne en 1992.

Battues lors du Final Four par les Lady Vols du Tennessee, futures vainqueures, la saison suivante, les joueuses de Stanford atteignent pour la troisième année consécutive le Final Four. Elles s'y imposent 66 à 65 face aux Cavaliers de Virginie puis remportent un deuxième titre en battant les Hilltoppers de Western Kentucky par 78 à 62. 
Toujours présente au tournoi NCAA lors des années suivantes, l'équipe de VanDerveer dispute le quatrième Final Four de son histoire en 1995, s'inclinant face aux Huskies du Connecticut de Geno Auriemma sur le score de 87 à 60.
Tara VanDerveer passe la saison suivante à la tête de la sélection américaine dans une préparation pour reconquérir le titre olympique lors des Jeux d'Atlanta. Elle reprend la direction des Cardinals après l'intérim de Amy Tucker. Les Cardinals atteigent de nouveau le Final Four, mais s'inclinent face aux Monarchs d'Old Dominion. Bien que toujours présente au tournoi NCAA, Stanford doit attendre l'année 2008 pour retrouver le Final Four. Stanford produit un jeu basé sur l'attaque, ne comptant qu'une seule mi-temps avec un score de 40 points ou moins lors du tournoi NCAA. Après une victoire sur les Huskies en demi-finale du Final Four, l'équipe de VanDerveer s'incline face aux Lady Vols du Tennessee sur le score de 64 à 48,. Cette défaite met un terme à une série de 23 victoires consécutives.
La saison suivante, Stanford affronte de nouveau les Huskies au Final Four, mais perdent par 83 à 64.
Une victoire 73 à 66 face aux Sooners de l'Oklahoma permet une troisième confrontation en trois ans au Final Four entre les Cardinals et les Huskies, cette fois en finale. Ces dernières remportent le titre par 53 à 47.
Les Aggies de Texas A&M, grâce à une victoire 63 à 62 privent Stanford de finale lors du Final Four 2011. Lors de l'édition 2012, c'est l'équipe des Bears de Baylor, future vainqueure, s'impose 659 à 47 en demi-finale. 
C'est de nouveau les Huskies qui privent les Cardinals de finale en 2014.
Lors de l'année 2017, Tara VanDerveer obtient sa millième victoire en carrière face aux Gamecocks de la Caroline du Sud. Les Cardinals retrouvent les Gamecocks de la Caroline du Sud en demi-finale du Final Four et sont battues 62 à 53.
En 2019, VanDerveer remporte sa 900e victoire avec les Cardinals de Stanford, devenant le cinquième entraineur de NCAA à atteindre cette marche avec la même équipe, après Pat Summitt des Lady Vols du Tennessee, Geno Auriemma avec les Huskies, Mike Krzyzewski avec Blue Devils de Duke et Jim Boeheim avec l'Orange de Syracuse.
En 2020, VanDerveer devient la première entraîneure de basket-ball féminin à remporter 500 rencontres de saison régulière au sein de la même conférence (le record était détenu par avec Pat Summitt avec 458 victoires de Tennessee dans la Southeastern Conference).
En avril 2021, Stanford remporte son troisième titre NCAA en battant les Wildcats de l'Arizona 54 à 53. En raison de la pandémie de Covid-19, les Cardinals disputent seulement trois matchs de leur 33 rencontres dans leur salle. 
Lors du Final Four de la saison 2022, les Huskies éliminent Stanford par 63 à 58.
En s'imposant 65 à 56 face aux Beavers d'Oregon State dans sa salle de Maples Pavilion, l'équipe de Stanford offre à VanDerveer sa 1 203e victoire en carrière, dépassant Mike Krzyzewski, qui détenait le record de victoires en NCAA depuis 2019
. 
Au terme de sa carrière, en avril 2024, après 45 saisons dont 38 avec Stanford, elle détient alors les records de matchs joués, 1 399 et gagnés, 1 216, en NCAA, basket-ball masculin ou féminin. Geno Auriemma, entraineur des Huskies du Connecticut, égale puis bat ce record lors de la saison suivante.

#### Sélection nationale
Tara VanDerveer dirige pour la première fois une sélection américaine à l'occasion du U.S. Olympic Festival, événement organisé par le Comité olympique américain, de 1986.
Sa sélection remporte le titre lors de l'édition 1991 de l'Universiade disputée en juillet 1991 à Sheffield en Angleterre.
En 1993, elle qualifie l'équipe américaine pour la prochaine édition des championnat de monde grâce à la victoire lors du championnat des Amériques avec un bilan de six victoires pour uné défaite (face au Brésil lors du tour final).
Lors du cChampionnat du monde disputé à Sydney la sélection de Tara VanDerveer s'incline en demi-finale face au Brésil sur le score de 110 à 107 avant de battre l'Australie pour la médaille de bronze. Elle dirige la sélection lors des Goodwill Games à Saint Petersbourg en Russie, les Américaines s'imposant 87 à 63 face à la France.
États-Unis, après deux médailles d'or consécutives lors des éditions de 1984 et 1988 des Jeux olympiques, perdent en demi-finale aux Jeux de 1992. En plus de reconquérir le titre, la sélection doit répondre aux attentes liées aux créations de deux ligues, l'American Basketball League (ABL) et la Women's National Basketball Association (WNBA).
USA Basketball choisit Tara VanDerveer pour diriger la sélection américaine. Entraîneure en chef des Cardinals de Stanford, elle accepte de mettre en pause son rôle au sein de son équipe, déclarant que représenter son pays est une chose qu'on ne peut refuser. Bien que présente dans le comité de sélection, elle n'a pas droit au vote. La préparation s'effectue sous la forme d'une tournée mondiale de plusieurs mois, effectuée à travers tout le territoire, sept pays et parcourant 100 000 miles. La sélection présente un bilan de 52 victoires en autant de rencontres.
La sélection est composée de deux championnes olympiques, Teresa Edwards et Katrina McClain, de Sheryl Swoopes, considérée comme l'une des meilleures joueuses au monde, Lisa Leslie, Naismith College Player of the Year avec les Trojans d'USC en 1994, Dawn Staley, Naismith College Player of the Year en 1991 et 1992,
Rebecca Lobo, MOP du Final Four 1995, Jennifer Azzi, MOP et championne NCAA 1990 avec Katy Steding sous la direction de Tara VanDerveer, Ruthie Bolton, Nikki McCray finaliste NCAA face à Stanford en 1995 et Venus Lacy, dernière sélectionnée.
Les Américaines remportent leur huit rencontres du tournoi olympique. D'abord face à Cuba, l'Ukraine, le Zaire et l'Australie lors du premier tour. Puis elles battent le Japon 108 à 93 en quart de finale, l'Australie 93 à 71 en demi-finale puis s'imposent en finale 111 à 87 face aux Brésiliennes, championnes du monde en titre, devant 32 987 spectateurs au Georgia Dome.

## Palmarès
Lorsqu'elle annonce mettre un terme à sa carrière, Tara VanDerveer compte trois titres de champion de NCAA à son palmarès, en 1990, 1992 et 2021, et quatorze participations au Final Four en 38 participations au tournoi de la NCAA, désigné sous le terme March madness. Elle compte également 29 titres de saison régulière de la Pac-12 Conference et 16 victoires dans le tournoi de la conférence.

## Distinctions
Tara VanDerveer est intronisée au Basketball Hall of Fame en 2011. En 2002, c'est au sein du Women's Basketball Hall of Fame qu'elle est intronisée. En mars 2021, elle intègre le FIBA Hall of Fame (promotion 2020).
Durant sa carrière, Tara VanDerveer est honorée de nombreux titres de meilleur entraineur de l'année. Sur le plan national, elle est nommée à trois reprises Naismith Coach of the Year en 1990, 2011 et 2021. Elle est récompensée également par l'Associated Press en 2011. La Women's Basketball Coaches Association lui décerne le titre de l'année en 1989 en 2011 et l'United States Basketball Writers Association la désigne entraineure de l'année en 1990 et 2021.
Elle est désignée meilleur entraineur de la Big Ten Conference en 1983-84 et 1984-85 et de la Pac-12 Conference à dix-huit reprises, en 1988-89, 1989-90, 1994-95, 1996-97, 2001-02, 2002-03, 2001-02, 2004-05, 2005-06, 2007-08, 2008-09, 2010-11, 2011-12, 2012-13, 2013-14, 2017-18, 2020-21 et 2021-22.

## Littérature
En septembre 1997, elle publie Shooting From The Outside, livre qui décrit la campagne de l'équipe des États-Unis pour la conquête de la médaille d'or aux Jeux olympiques de 1996 sous sa direction.